# Жътварка
Жътварката   е земеделска машина задвижвана с животинска тяга или трактор, за механизирана жътва на житни култури. Извършва механизирано окосяване на житните растения, събира ги до достигане на обема на един житен сноп върху платформа, и ги изхвърля за ръчно връзване. Според историка Уилям Хъчисън, през първата половина на ХІХ век това е най-революционното откритие и нововъведение в селското стопанство на САЩ. С него се премахва непродуктивния бавен и тежък ръчен труд по време на жътва, с което се ускорява производството на храни.
В българския език, с термина жътварка се обозначава и човешка дейност – това е жена, която жъне със сърп. Под жътвари се разбира група от хора извършващи жътварска дейност - косачи, такива жънещи със сърп или с механизирани средства за жътва, връзващи и превозващи с кола снопове жито.
Правилата за правоговор и правопис  позволяват употребата на двете форми на думата: „жътварка“ и „жетварка“, „жътва“ и „жетва“, а също така „жътвар“ и „жетвар“. Но това не се отнася до действието – то се определя само като „жъна“, и е недопустимо използването на глагола „жена“.
С внедряването на механизирана жътва и вършитба с комбайни след 50-те години на ХХ век, практически такива машини вече почти не се произвеждат и използват.

## История
Първата успешна конструкция на жътварка е патентована на 21 юни 1834 година от американеца Сайръс Маккормик (Cyrus Hall McCormick) (1809-1884). С патентоването на жътварката се увенчава работата на неговия баща, успешен фермер и механик, работил в Уолнът Гроув, Вирджиния върху конструирането на машина за механизирана жътва в продължение на 28 години.
През лятото на 1831 г. пред няколко десетки заможни фермери и наемни работници в една пшеничена нива във фермата на Джон Стийл в Рокбридж Каунти, Вирджиния, се демонстрира работата на теглената от коне механизирана жътварка, която окосява житните растения, събира ги и периодично се изхвърлят ръчно от платформата върху окосеното стърнище. На следващата година отново се демонстрира работата на жътварката. Оценката на производителността ѝ е, че двама работници с жътварката на Маккормик за един ден жънат около 10 акра (над 40 декара), като за същата работа са нужни 30 души със сърпове.
Освен в семейството на Маккормик и на други места се правят опити за създаване на жътварка и с това не може да се твърди, че точно това е първата създадена жетварка в САЩ. През 1833 г. Обед Хъси (Obed Hussey (1790 – 1860), един изобретател от Охайо, демонстрира и патентова своя собствена жътварка през 1833 г., но е обвинен от Маккормикови за използване на част от принципа на вече създадената от тях машина. Това налага Сайръс Маккормик да кандидатства за патент на построената и демонстрирана жетварка за жътва на пшеница и овес през юли 1831 г. Срещу такса от 30 долара 25-годишният младеж получава през 1834 г. четиринадесетгодишен патент, подписан лично от президента Андрю Джаксън. Патентът е законова необходимост за доказване на оригиналността на конструкцията, нейната защита и защитата на принципа на действие.
През 1840 г. Сайръс Маккормик продава първите две домашно изработени машини в работилницата в Уолнът Гроув, за около 110 долара всяка. Семейството продава нови седем жътварки през 1841 г., които функционират нормално и се поддържат в работилницата при необходимост. Младият Сайръс Маккормик не само че се сдобива и защитава патенти за технологията, но успешно превръща и изобретението си в търговска необходимост, като прави демонстрации и го налага като перспективен търговски продукт. Така с реализирането на добрата идея и качественото производство, успешно отстранява други създадени проекти на жътварки. При организираното от плантатори състезание през 1843 г. във Вирджиния, двата конкурента Маккормик и Обед Хъси демонстрират изделията си и победата на Маккормик е безапелационна. За един работен ден резултатът от жътвата е 17 акра срещу 2 акра на Хъси.
Сайръс Маккормик става голям производител на механизираната жетварка. През 1844 г. от работилницата семейство Маккормик продава 50 машини. Машиностроителната дейност на семейството се премества в Чикаго, където построяват фабрика. За една година, преди големия чикагски пожар през 1871 г. са произведени 10 000 жетварки. Унищожената от пожара фабрика се изгражда на друго място през 1873 г. и още през 1875 година производството е предало за пазара 13 031 броя.
Положеното начало и индустриалният опит спомага за създаването на мощен индустриален център, известен днес под името „Интернешънъл Харвистър“ (International Harvester).

## Конструкция
Жътварката е прикачна машина. Състои от няколко групи агрегата, всеки предназначен за изпълнение на конкретни операции. Състои се от:
- Устройство за прикачване към тягата – трактор или работни животни. Това е третата опорна точка на жетварката, тъй като тя има само две колела – голямо задвижващо целия механизъм на жетварката и малко помощно откъм страната на платформата.
- Задвижващ механизъм, основно e комплектуван от агрегат със зъбни колела. Задвижването има два режима - транспортен, когато механизма е изключен и работен, когато е включен. Задвижването на цялата система се осъществява от двигателната сила създавана само от въртенето на голямото метално колело. То има външни оребрявания, за да се обезпечи доброто му сцепление към земята и да не приплъзва по време на работа. Чрез зъбни колела и галови вериги се подава движение към режещия агрегат – т.нар. сърп и от въртенето на греблата се изпълнява изхвърлянето на ожънатите стебла чрез предварително програмирано управление от механичен механизъм.
- Сърп. Сърпът е режещия агрегат на жътварката. Това е класическа конструкция на подвижен лентов сърп с режещи триъгълни пластини – ножове, и неподвижни противоножове (контраножове) разположени по цялата дължина на платформата. Лентовият сърп се движи в неподвижния гребен, така че при ограниченото движение на сърпа ножовете и противоножовете от гребена, да срязват напълно попадналите там житни стебла. Режещият апарат срязва стеблата на принципа на ножицата. Задвижването на сърпа се осъществява с механизъм, който превръща въртеливото движение на голямото колело на жътварката във възвратно-постъпателно движение за сърпа в хоризонталната равнина на коситбата. Жътварките са снабдени със сърп с дължина от 1,5 до 2 метра. Същия принцип на рязане на стеблата сега се използва в прикачните косачки за трева и в хедера на комбайните.
- Платформата (поради голямата и равна повърхност в България е наричана одър), събира откосените стебла до натрупването на количество, достатъчно за един сноп. В челната част на платформата е монтиран сърпа. Формата и големината се определят от приетия размер на режещия сърп. Платформата може лесно да се завърта около оста на окачване към жътварката и в неработно състояние при транспорт се изправя вертикално, с което машината е компактна и удобна за транспортиране.
- Гребла. Обикновено те са четири на брой. Действието на греблата, с формата на голям гребен, е чрез въртенето си да накланят стеблата и да ги натрупват върху платформата. Това е решено с механизъм от ролки на всяко гребло, плъзгащ се по затворен контур в основата на греблата. Едно от тях трябва да изхвърли натрупаната маса. Движението на това гребло се променя като ролката минава по друг контур, накланя се повече над платформата и изхвърля окосената житна маса. Задвижващият механизъм позволява в зависимост от гъстотата на посева тази операция да се настройва – например окосената маса да се изхвърля през едно, през две, или през три гребла.

## Жътварките в България
Няма точа информация от кога се използва това средство за жътва в България. В селата преобладават жътварки „Жняк“ и качествените американски „Масей Харис“ (Massey-Harris). Жътварките като средство за жътва се използват до средата на 50-те години на ХХ век, когато след масовизацията, в житните поля започва използването на прикачни съветски комбайни.

## Жътварките в изкуството
Тежкият селски труд по време на жътва в изобразителното изкуство е намерил място в творчеството на Владимир Димитров – Майстора. Създадените от него картини през 1922 г. от цикъла си „Жътва“ изобразяват природата, хората и техния труд. Картините „Жетварка“ (1930-1935), „Жетварка от с. Шишковци“ (1935), „Жетвари на обяд“, са създадени в кюстендилския край, но показват селския бит не само там, а и в цяла България по това време.

## Значение на откритието
Въвеждането на механизираната жътва като процес, е и двигател за развитието на индустрията за производство на машини и дава възможност на сезонно ангажираните работници да започнат постоянна работа в промишлените предприятия. Това е сериозен тласък на индустриализацията на САЩ и стимул за развитие на всички области на машиностроенето.

## Използване на принципите в други машини за жътва
Принципите заложени в конструкцията на първите жетварки се използват и до днес в машините с подобно предназначение. На базата на принципите за косене се създадени сноповръзвачки, в които ожънатата стеблена маса се връзва машинно на сноп готов за извозване и вършитба. Класическата конструкция на лентов сърп с режещи триъгълни ножове, се използва в различни машини за косене – в косачки за трева, силажокомбайни, зърнодобивни комбайни.
- Сноповръзвачка Маккормик 1884 г.
- Сърп на комбайн в крупен план
- Сноповръзвачка Масей Харис (Massey-Harris) теглена от трактор -(Rutland, Англия, 2008)
- Модерна компактна сноповръзвачка за жътва на ориз – (2006)